# مله (سقز)
قرية مله (بالكردية: ملە) هي إحدى القرى التابعة لـخورخوره في ريف قسم زيويه من مقاطعة سقز، في محافظة كردستان الإيرانية.

## السكان
حسب إحصاءات سنة 2006، بلغ إجمالي السكان في مله 252 نسمة وعدد المساكن 46 مسكن. لغة سكان مله هي اللغة الكردية و هم من أهل السنة والجماعة والمذهب الشافعي.